# هجوم علوميم
هجوم علوميم هو هجوم قامت به حركة حماس في 7 أكتوبر 2023 عن طريق العشرات من مقاتليها على علوميم، وهو كيبوتس قريب من السياج الحدودي مع قطاع غزة ، كجزء من عملية طوفان الأقصى ضد إسرائيل. كان هناك 41 أجنبيًا تايلانديًا ونيباليًا يعملون في الكيبوتس، أسفر الهجوم عن مقتل بين 16 و17 شخصًا وأسر ما بين خمسة وثمانية آخرين. كان فريق أمن الكيبوتس بعيدًا جدًا ولم يتمكن من التدخل وإنقاذ الموظفين، وألحق المقاتلون أضرارًا هيكلية جسيمة بعملية زراعة الألبان في الكيبوتس.
تمكن الفريق الأمني بعد قتال عنيف من صد المهاجمين بمساعدة الجيش الإسرائيلي، ولم ترد أنباء عن وقوع وفيات بين السكان المدنيين المتبقين في الكيبوتس. وقُتل ما لا يقل عن جنديين إسرائيليين على يد مقاتلي حماس، في حين قُتل عدد كبير من مقاتلي حماس.[بحاجة لمصدر]

## الهجوم
وفي حوالي الساعة 6:30 صباحًا، سُمعت صفارات الإنذار الحمراء وأصوات انفجارات لصواريخ القبة الحديدية الاعتراضية المنتشرة في المنطقة، وسُمع دوي المزيد من الانفجارات في المنطقة. أمر الجيش الإسرائيلي بتفعيل فريق أمن الكيبوتس، المكون من 12 مدنيًا، بحسب جريدة ماكور ريشون الإسرائيلية، وتم ذلك بحلول الساعة 6:45 صباحًا.
تم تلقي تنبيه في الساعة 6:45 صباحًا باقتراب مسلحين من مدخل علوميم، ووصل ما بين ثمانية  وعشرة  مسلحين على دراجات نارية إلى البوابة الرئيسية في الساعة 7:00 صباحًا، لكنهم لم يتمكنوا من فتحها، ثم طافوا حول الكيبوتس واخترقوا البوابة الخلفية، مما سمح لهم بالوصول إلى البوابة الرئيسية وفتحها من الداخل. بدأ المسلحون بإطلاق النار على السيارات وركابها الذين كانوا يمرون على الطريق خارج الكيبوتس، وأصيب أحد المسلحين وتم إجلاؤه خلال العملية.
ثم توغل المسلحون في المنطقة التي يعيش فيها موظفون أجانب من نيبال وتايلاند على الجانب الجنوبي من الكيبوتس. أطلق الفريق الأمني النار عليهم، لكنه لم يتمكن من مساعدة العمال لأنهم كانوا بعيدين جداً، واقتحم المسلحون مساكن العمال الأجانب وسقط العديد منهم وأسروا آخرين إلى قطاع غزة. واصل المهاجمين طريقهم إلى مصنع ألبان الكيبوتس، وأحرقوا الصومعة، وثقبوا خزانات الحليب، وأحرقوا التبن المخصص للأبقار.
وفي الساعة 9:00 صباحًا، تحصن عدد من المسلحين في حديقة عامة، واشتبك الفريق الأمني معهم وتمكن من قتل اثنين منهم قائدهم، وفي هذه المرحلة مُنع المسلحون من دخول المنطقة التي يعيش فيها المدنيون الباقون في الكيبوتس.
استمر تبادل إطلاق النار حتى الساعة 12:00 ظهرًا، عندما وصلت وحدات متسادا ويهالوم التابعة للجيش الإسرائيلي وساعدت في القتال ضد المسلحين. في الساعة 12:30 ظهرًا، وصلت مجموعة من المسلحين إلى مخزن التعبئة في الكيبوتس، وتصدت لهم وحدة شالداغ التابعة للجيش الإسرائيلي لعدة ساعات وسقطوا جميعًا بمروحية هجومية.

## الخسائر

### الموظفون التايلانديون والنيباليون
بحسب المصادر الإسرائيلية، من بين 41 أجنبيًا يعملون كعمال مزرعة في علوميم، سقط ما بين 16 و17 في بداية الهجوم، وتم أسر ما بين 5 و8 آخرين ونقلهم إلى غزة. سقط 10 نيباليين وأُسر واحد. الأرقام المماثلة للمواطنين التايلانديين أقل تأكيدًا حيث أعطى مصدر واحد تفاصيلها حيث سقط 7 و4 أُسروا.

### مدنيون آخرون في الكيبوتس
لم يتم ذكر أي من سكان الكيبوتس المدنيين الإسرائيليين الذين قُتلوا بحسب المصادر الإسرائيلية. اختبأ المدنيون غير المقاتلين بشكل رئيسي في غرفهم الآمنة طوال مدة المعركة. نجح المدافعون في منع المسلحين من الوصول إلى أماكن المعيشة في الكيبوتس، باستثناء تلك التي يستخدمها العمال الأجانب والتي كانت أقرب إلى مكان اختراق السياج.

### جيش الإسرائيلي
خلال القتال قُتل الجنديان يشاي ونوعم سلوتكي من بئر السبع، وأصيب عدد من المدافعين والمدنيين بجروح وعولجوا على يد ممرضة الكيبوتس الموجودة في الموقع قبل إجلائهم.

### حماس
يذكر العديد من المدافعين أن "العشرات" من مقاتلي حماس هاجموا الكيبوتس. شارك 8 أو 10 مقاتلين على دراجات نارية في الهجوم الأولي على البوابة الرئيسية للكيبوتس. تشير تقارير المعارك الميدانية الإسرائيلية إلى مقتل المسلحين في البداية في مجموعات مكونة من شخصين أو ثلاثة على يد فريق أمن الكيبوتس، وأفاد جزء من الفريق الأمني بقتل 15-20 مسلحًا، وقُتل المزيد عندما انضمت وحدات الجيش الإسرائيلي إلى المعركة. لم يتم ذكر العدد الإجمالي للمسلحين الذين قٌتلوا، لكن القتال توقف بحلول نهاية 7 أكتوبر.
تم العثور على أحد المسلحين مختبئًا وتم اعتقاله خلال عمليات التطهير في 8 أكتوبر، وليس من الواضح ما إذا كان هذا هو نفس الشخص الذي ظهر في فيديو الاستجواب اللاحق.

## ما بعد الهجوم
في 9 أكتوبر، تم إجلاء أعضاء الكيبوتس إلى نتانيا، وعاد العمال الأجانب الناجون إلى بلدانهم في الأيام التي تلت المعركة.
يَزعُم موقع تايمز إسرائيل إن وثيقة تم الإبلاغ عنها يُزعم أن أحد المسلحين تركها وراءه في علوميم تحتوي على أوامر بـ"مداهمة الكيبوتس لزيادة عمليات القتل، وأخذ الرهائن، وصد قوات الأمن، وانتظار المزيد من الأوامر". ويُزعم أنه تم العثور على وثيقة مماثلة بعد هجوم مهرجان رعيم الموسيقي. ويُقال إن مقطع فيديو، يُزعم أنه لأحد المقاتلين تم القبض عليه في علوميم، يُظهره وهو يشير إلى مزيد من التعليمات لتنفيذ قطع الرأس وبتر الساقين المزعومة من قبل الإسرائيليين، والسماح لقادة جماعته باغتصاب جثة فتاة، ولم يتم التأكد من الفيديو والظروف التي تم التقاطه فيها.